# Rat River (biflöde till Red River of the North)
Rat River eller Rivière aux Rats är ett vattendrag i Kanada.   Det ligger i provinsen Manitoba, i den sydöstra delen av landet, 1 700 km väster om huvudstaden Ottawa.
Trakten runt Rat River består till största delen av jordbruksmark. Runt Rat River är det glesbefolkat, med 17 invånare per kvadratkilometer.